# Francia labdarúgó-szuperkupa
A Francia labdarúgó-szuperkupát a Francia Labdarúgó-szövetség rendezi. Mindig a Ligue 1 aktuális bajnoka és a francia labdarúgókupa címvédője csap össze egymással az idény előtt megrendezett találkozón. A kupát 1949-ben rendezték meg először. Ezután 6 év szünet következett és a kupa 1955-ben Challenge des Champions néven indult útjára és egészen 1973-ig ezen a néven futott. Viszont 1985-ben és 1986-ban is ezen a néven rendezték meg a mérkőzést 12 év kihagyás után. A kupa újraindítása 1995-ben történt meg Trophée des Champions néven, 1996-ban nem rendezték meg, mert az AJ Auxerre birtokolta mindkét titulust, de azóta minden évben megtartották a mérkőzést.

## Győztesek
| Év   | Győztes            | Döntős            | Eredmény                      | Helyszín                                    |
| ---- | ------------------ | ----------------- | ----------------------------- | ------------------------------------------- |
| 1949 | Stade de Reims     | RCF Paris         | 4–3                           | Colombes                                    |
| 1955 | Stade de Reims     | Lille             | 7–1                           | Marseille                                   |
| 1956 | Sedan              | Nice              | 1–0                           | Párizs                                      |
| 1957 | Saint-Étienne      | Toulouse          | 2–1                           | Toulouse                                    |
| 1958 | Stade de Reims     | Nîmes             | 2–1                           | Marseille                                   |
| 1959 | Le Havre           | Nice              | 2–0                           | Párizs                                      |
| 1960 | Stade de Reims     | Monaco            | 6–2                           | Nantes                                      |
| 1961 | Monaco             | Sedan             | 1–1, sorsolással nyert        | Marseille                                   |
| 1962 | Saint-Étienne      | Stade de Reims    | 4–2                           | Limoges                                     |
| 1965 | Nantes             | Rennes            | 3–2                           | Stade du Moustoir, Lorient                  |
| 1966 | Stade de Reims     | Nantes            | 2–0                           | Stade Marcel Saupin, Nantes                 |
| 1967 | Saint-Étienne      | Lyon              | 3–0                           | Stade Geoffroy-Guichard, Saint-Étienne      |
| 1968 | Saint-Étienne      | Bordeaux          | 5–3                           | Stade Richter, Montpellier                  |
| 1969 | Saint-Étienne      | Marseille         | 3–2                           | Parc des Princes, Párizs                    |
| 1970 | Nice               | Saint-Étienne     | 2–0                           | Stade du Ray, Nice                          |
| 1971 | Marseille / Rennes | 2–2, megosztottan | Stade de l'Armoricaine, Brest |                                             |
| 1972 | Bastia             | Marseille         | 5–2                           | Bon-Rencontre, Toulon                       |
| 1973 | Lyon               | Nantes            | 1–0                           | Stade de l'Armoricaine, Brest               |
| 1985 | Monaco             | Bordeaux          | 1–1, 8–7 büntetőkkel          | Parc Lescure, Bordeaux                      |
| 1986 | Bordeaux           | Paris-SG          | 1–0                           | Stade Guadeloupe, Pointe-à-Pitre            |
| 1995 | Paris-SG           | Nantes            | 2–2, 6–5 büntetőkkel          | Stade Francis le Blé, Brest                 |
| 1997 | Monaco             | Nice              | 5–2                           | Stade de la Méditerranée, Béziers           |
| 1998 | Paris-SG           | Lens              | 1–0                           | Stade de la Vallée du Cher, Tours           |
| 1999 | Nantes             | Bordeaux          | 1–0                           | Stade de la Licorne, Amiens                 |
| 2000 | Monaco             | Nantes            | 0–0, 6–5 büntetőkkel          | Stade Bonal, Sochaux                        |
| 2001 | Nantes             | Strasbourg        | 4–1                           | Stade de la Meinau, Strasbourg              |
| 2002 | Lyon               | Lorient           | 5–1                           | Stade Pierre-de-Coubertin, Cannes           |
| 2003 | Lyon               | Auxerre           | 2–1                           | Stade de Gerland, Lyon                      |
| 2004 | Lyon               | Paris-SG          | 1–1, 7–6 büntetükkel          | Stade Pierre-de-Coubertin, Cannes           |
| 2005 | Lyon               | Auxerre           | 4–1                           | Stade de l'Abbé-Deschamps, Auxerre          |
| 2006 | Lyon               | Paris-SG          | 1–1, 5–4 büntetőkkel          | Stade de Gerland, Lyon                      |
| 2007 | Lyon               | FC Sochaux        | 2–1                           | Stade de Gerland, Lyon                      |
| 2008 | Bordeaux           | Lyon              | 0–0, 5–4 büntetőkkel          | Stade Chaban-Delmas, Bordeaux               |
| 2009 | Bordeaux           | Guingamp          | 2–0                           | Olimpiai Stadion, Montréal                  |
| 2010 | Marseille          | Paris-SG          | 0–0, 5–4 büntetükkel          | Stade 14 January, Tunisz                    |
| 2011 | Marseille          | Lille             | 5–4                           | Stade Olympique de Radès, Tanger            |
| 2012 | Lyon               | Montpellier       | 2–2, 4–2 büntetükkel          | Red Bull Arena, New Jersey                  |
| 2013 | Paris-SG           | Bordeaux          | 2–1                           | Stade d'Angondjé, Libreville                |
| 2014 | Paris-SG           | Guingamp          | 2–0                           | Munkás Stadion, Peking                      |
| 2015 | Paris-SG           | Lyon              | 2–0                           | Saputo Stadium, Montréal                    |
| 2016 | Paris-SG           | Lyon              | 4–1                           | Wörthersee Stadium, Klagenfurt              |
| 2017 | Paris-SG           | AS Monaco         | 2–1                           | Grand Stade de Tanger, Tanger               |
| 2018 | Paris-SG           | AS Monaco         | 4–0                           | Shenzhen Universiade Sports Centre, Sencsen |
| 2019 | Paris-SG           | Stade Rennais     | 2–1                           | Shenzhen Universiade Sports Centre, Sencsen |
| 2020 | Paris-SG           | Marseille         | 2–1                           | Stade Bollaert-Delelis, Lens                |
| 2021 | Lille              | Paris-SG          | 1–0                           | Bloomfield Stadion, Tel Aviv                |
| 2022 | Paris-SG           | Nantes            | 4–0                           | Bloomfield Stadion, Tel Aviv                |
| 2023 | Paris-SG           | Toulouse          | 2–0                           | Parc des Princes, Párizs                    |
| 2024 | Paris-SG           | AS Monaco         | 1–0                           | Parc des Princes, Párizs                    |

## Győzelmek csapatonként
| Csapat             | Győztes | Vesztes | Győzelem (év)                                                                | Vereség (év)                 |
| ------------------ | ------- | ------- | ---------------------------------------------------------------------------- | ---------------------------- |
| Paris-SG           | 13      | 5       | 1995, 1998, 2013, 2014, 2015, 2016, 2017, 2018, 2019, 2020, 2022, 2023, 2024 | 1986, 2004, 2006, 2010, 2021 |
| Lyon               | 8       | 4       | 1973, 2002, 2003, 2004, 2005, 2006, 2007, 2012                               | 1967, 2008, 2015, 2016       |
| Stade de Reims     | 5       | 1       | 1949, 1955, 1958, 1960, 1966                                                 | 1962                         |
| Saint-Étienne      | 5       | 1       | 1957, 1962, 1967, 1968, 1969                                                 | 1970                         |
| Monaco             | 4       | 44      | 1961, 1985, 1997, 2000                                                       | 1960, 2017, 2018, 2024       |
| Nantes             | 3       | 5       | 1965, 1999, 2001                                                             | 1966, 1973, 1995, 2000, 2022 |
| Bordeaux           | 3       | 4       | 1986, 2008, 2009                                                             | 1968, 1985, 1999, 2013       |
| Nice               | 1       | 3       | 1970                                                                         | 1956, 1959, 1997             |
| Marseille          | 1       | 3       | 1971*                                                                        | 1969, 1972, 2020             |
| Sedan              | 1       | 1       | 1956                                                                         | 1961                         |
| Rennes             | 1       | 2       | 1971*                                                                        | 1965, 2019                   |
| Le Havre           | 1       | 0       | 1959                                                                         | –                            |
| Bastia             | 1       | 0       | 1972                                                                         | –                            |
| Auxerre            | 0       | 2       | –                                                                            | 2003, 2005                   |
| RCF Paris          | 0       | 1       | –                                                                            | 1949                         |
| Lille              | 0       | 2       | –                                                                            | 1955, 2011                   |
| Guingamp           | 0       | 2       | –                                                                            | 2009, 2014                   |
| Toulouse FC (1937) | 0       | 1       | –                                                                            | 1957                         |
| Nîmes              | 0       | 1       | –                                                                            | 1958                         |
| Lens               | 0       | 1       | –                                                                            | 1998                         |
| Strasbourg         | 0       | 1       | –                                                                            | 2001                         |
| Lorient            | 0       | 1       | –                                                                            | 2002                         |
| FC Sochaux         | 0       | 1       | –                                                                            | 2007                         |
| Montpellier        | 0       | 1       | –                                                                            | 2012                         |
| Toulouse FC        | 0       | 1       | –                                                                            | 2023                         |